# Виест, Рудольф
Рудольф Виест (словац. Rudolf Viest; 24 сентября 1890, Надьроце, Австро-Венгрия — 1945, концлагерь Флоссенбюрг, Германия) — чехословацкий дивизионный генерал, словак по национальности (единственный генерал-словак в межвоенной Чехословакии), командир повстанческой армии во время Словацкого национального восстания.

## Биография
В 1920—1939 годах находился на военной и дипломатической службе. В 1933 году был произведён в бригадные генералы, в 1938 — в дивизионные генералы.
В 1939 году, будучи офицером Словацкой армии, он примкнул к группе антифашистски настроенных офицеров, недовольных разделом Чехословакии на Словакию и Протекторат Богемии и Моравии. Поддерживал контакт с находящимся в Лондоне чехословацким правительством в изгнании, через Венгрию эмигрировал во Францию, где стал членом Чехословацкого национального комитета в Париже и командиром Чехословацкой армии во Франции. С 1 января 1940 года — командир 1-й Чехословацкой дивизии во Франции. После того, как в июне 1940 года Германия разгромила Францию, Рудольф Виест перебрался в Великобританию, где стал министром чехословацкого правительства в изгнании.
В августе 1944 года Рудольф Виест вылетел в составе чехословацкой делегации в СССР, а оттуда в октябре 1944 года — в Банска-Бистрицу, где находился центр Словацкого национального восстания, и вместе с Яном Голианом командовал 1-й Чехословацкой армией в Словакии.
Чехословацкое правительство в изгнании пыталось через Виеста получить контроль над армией и восстанием, но ситуация для восставших сложилась плохая, и в ночь с 27 на 28 октября Виест отдал последний приказ: «Бой за свободу Чехословакии не завершился, он будет продолжаться в горах». 3 ноября 1944 года Виест и Голиан были схвачены в Погронском Буковце, вывезены в Германию, приговорены к смерти, и в 1945 году казнены в концлагере Флоссенбюрг.

Но на этом тяжелые вести не исчерпывались.

— Генералы Гальян и Виест сдались немцам, — продолжал рассказывать Николаев. — И их обоих повесили. Впрочем, так надо было и ожидать. Вот она, джентльменская война, на которую рассчитывал Виест. Даже не расстреляли, а повесили… Гальяна-то, между прочим, жалко. Он был искренний человек и хороший словак. Да и этот лондонский стратег тоже, по-своему, конечно, честный солдат…— Борис Полевой — «До Берлина — 896 километров», мемуары

## Награды
В 1945 году он был посмертно произведён в генералы армии.
- Орден Сокола (Чехословакия)
- Революционная медаль (Чехословакия)
- Чехословацкий военный крест 1918 (дважды)
- Орден словацкого национального восстания 1-й степени (1945, посмертно)
- Орден Красного Знамени (Чехословакия, посмертно)
- Чехословацкий военный крест (1945, посмертно)
- Медаль Победы (Великобритания)
- Военный крест (Великобритания)
- Командор ордена Возрождения Польши
- Командор ордена Звезды Румынии
- Кавалер ордена Почётного легиона (Франция)
- Кавалер ордена Короны (Югославия)
- Орден Людовита Штура 1 класса (1995, Словакия)
- Медаль Благодарности[чеш.] (2018, Словакия)[4]